# Robert Beal Jr.
Robert Erwin Beal Jr. (Detroit, 18 agosto 1999) è un giocatore di football americano statunitense che milita nel ruolo di defensive end per i San Francisco 49ers della National Football League (NFL).

## Carriera

### San Francisco 49ers
Al college Beal giocò a football a Georgia, vincendo due campionati NCAA consecutivi. Fu scelto nel corso del quinto giro (173º assoluto) del Draft NFL 2023 dai San Francisco 49ers. Il 30 agosto 2023 fu inserito in lista infortunati. Tornò nel roster attivo il 27 novembre. Nella sua prima stagione regolare disputò 4 partite, nessuna delle quali come titolare, con 5 tackle e un sack.

## Palmarès
- National Football Conference Championship: 1

San Francisco 49ers: 2023